# Marcelle Lender
Marcelle Lender (1862-1926)  fue una  cantante, bailarina y actriz  francesa, se hizo famosa en los cuadros de Henri de Toulouse-Lautrec.
Nacida Anne-Marie Marcelle Bastien, ella comenzó a bailar a la edad de dieciséis años y dentro de unos años se hizo un nombre por sí misma la realización de la Théâtre des Variétés en Montmartre.
Marcelle Lender aparece en varias obras de Lautrec, pero el más notable es el de su baile del Bolero durante su actuación de febrero de 1895 en la opereta  Chilpéric  de  Hervé . El retrato de Lautrec de ella en traje completo, con el pelo rojo fuego acentuada por dos amapolas rojas usa como plumas, impulsó la popularidad de Lender considerablemente después de que apareció en una revista de París . La pintura fue vendida a un coleccionista de los Estados Unidos y la su muerte en 1998 la pintura del entonces propietario, American Betsey Cushing Whitney, fue donada  a la Galería Nacional de Arte de Washington D. C.

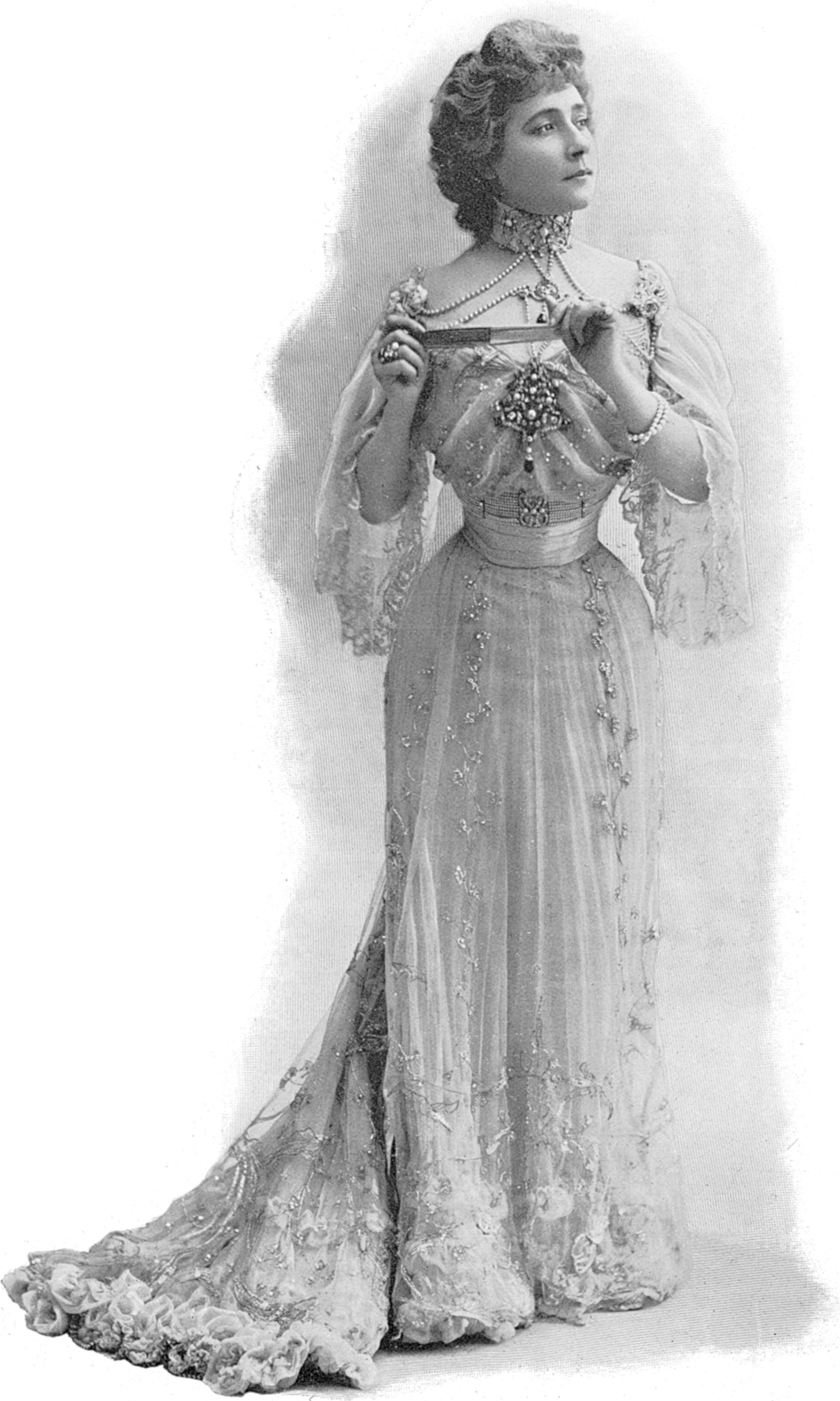
Marcelle Lender 1901
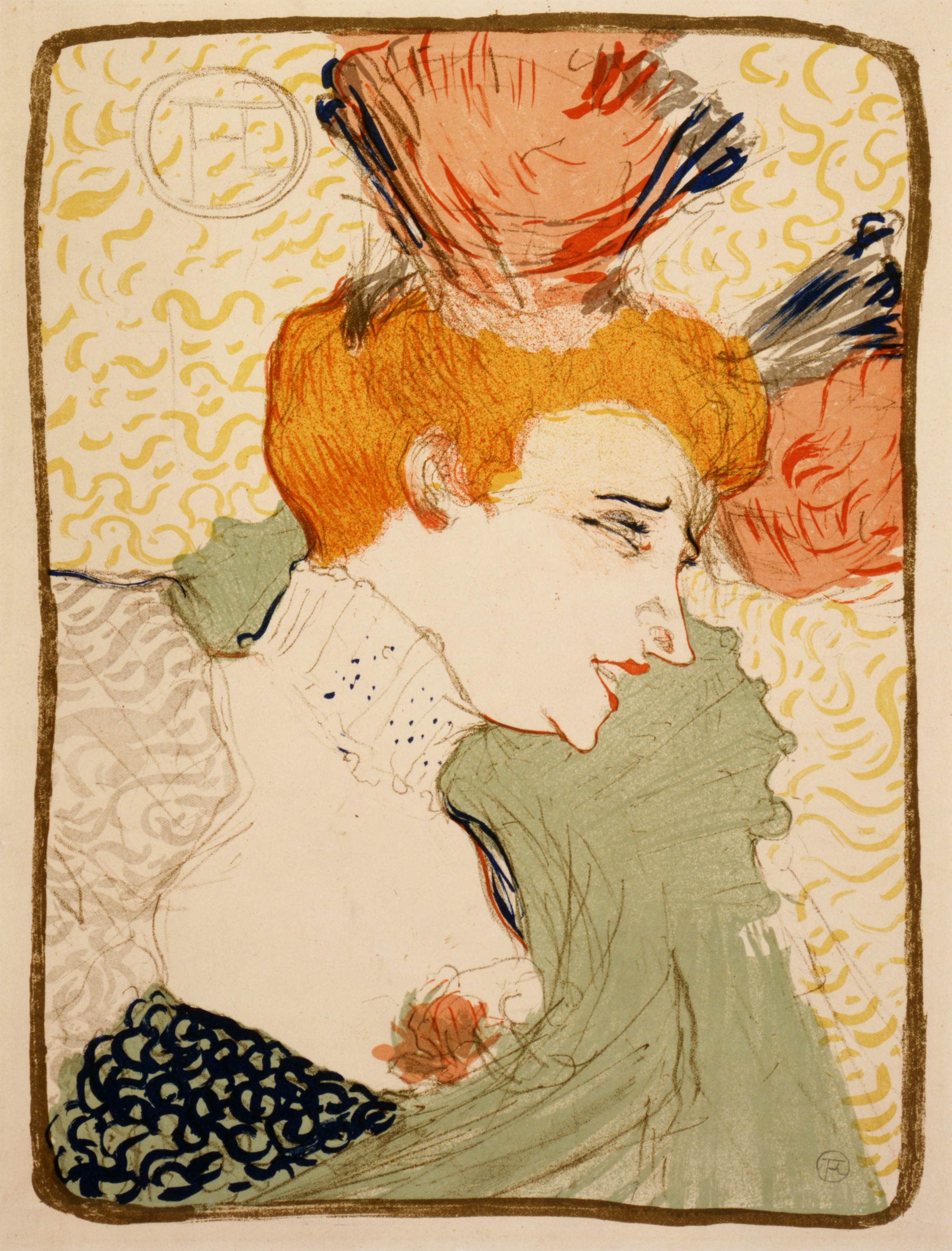
Perfil de  Lender por Lautrec (1895)
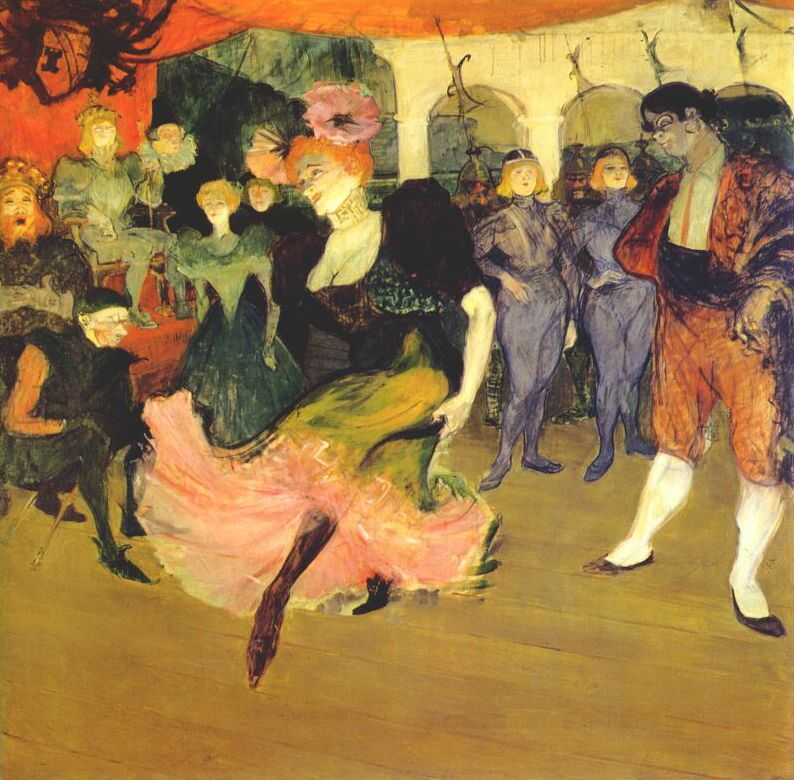
Lender por Lautrec

- Datos: Q448183
- Multimedia: Marcelle Lender / Q448183